# MÁV 401 sorozat
A MÁV IVe. osztályú, majd 1911-től 401 sorozatú mozdonyai Mallet-rendszerű hegyipálya gyorsvonati gőzmozdonyok voltak. Ez volt az első hazai típus, mely arányaiban és esztétikai részleteiben is a korszerű gőzmozdonyok jellegzetességei fedezhetők fel. 1905 és 1908 között készültek a MÁV Gépgyárban.

## Kifejlesztése
A MÁV egyik legfontosabb, a fiumei kikötőhöz vezető vonalán az utasforgalom fellendülésével a gyorsvonatok tömege rövid idő alatt jelentősen, 130 tonnáról 200 tonnára növekedett. Ezeket a vonatokat a vonal legnehezebb, Cameral-Moravica (Komorske-Moravice)–Fiume közötti szakaszán az itt közlekedő Ik. osztályú, 2'C tengelyelrendezésű mozdonyok már csak költséges előfogattal voltak képesek továbbítani. A cs. kir. Államvasutak arlbergi és a Déli Vasút Semmering-hágón átvezető, 25‰-et meghaladó emelkedőjű vonalán 1898-tól a Karl Gölsdorf által tervezett négy kapcsolt kerékpárú 1'D tengelyelrendezésű 170 sorozatú mozdonyok 30 km/h sebességgel előfogat nélkül továbbíthatták a gyorsvonatokat. Ezen eredmények hatására a MÁV is hasonló mozdonyok beszerzését tervezte. A MÁV mozdonyszerkesztési irodájának vezetője, Pecz Kornél több tervváltozatot is készített:
- az első változat: 170 tonnás gyorsvonatok 25‰-es emelkedőn 30 km/h sebességgel való továbbítására alkalmas 1'D tengelyelrendezésű kéthengeres telített gőzű kompaund, 64 tonna körüli szolgálati tömegű, 14 tonna körüli tengelyterhelésű típus, 3 m² rostélyfelülettel és 4,5 m hosszúságú hosszkazánnal,
- a második változat: az előbbinél 15%-kal nagyobb teljesítményű, szintén 1'D tengelyelrendezésű kéthengeres telített gőzű kompaund, 68 tonna körüli szolgálati tömegű 14 tonna körüli tengelyterhelésű típus, 3,3 m² rostélyfelülettel és 5 m hosszúságú hosszkazánnal,
- a harmadik változat: a második változattal azonos kazánú (1B)B tengelyelrendezésű Mallet-rendszerű négyhengeres telített gőzű kompaund, 71 tonna körüli szolgálati tömegű, 15,85 tonna körüli tengelyterhelésű típus.

Tekintettel arra, hogy a Cameral-Moravica–Fiume vonalon 275 méteres ívsugarak is előfordultak, a MÁV tartott attól, hogy az 1'D tengelyelrendezésű változatok befeszülhetnek a pályaívekbe. Más részről a IVd. osztályú Mallet-rendszerű mozdonyokkal a MÁV kedvező tapasztalatokat szerzett. Mivel a vonalszakaszon a pálya korszerűsítésével a megengedett legnagyobb tengelyterhelést ebben az időszakban emelték fel 16 tonnára, így végül a MÁV Gépgyárat a harmadik tervváltozat kiviteli terveinek elkészítésével és az új mozdony ennek alapján történő legyártásával bízták meg.
A mozdonyoknak kedvező időjárásban ötszörös elgőzölögtetést biztosító szénnel 275 méter sugarú ívben, 25‰-es emelkedőben 230 tonnás vonatot 30 km/h sebességgel kellett továbbítania. A gépgyárban 621 szerkezetszámmal jelölt típus első két példánya 1905. november végére, illetve 1906. január elejére készült el. A mozdonyok a MÁV-nál a IVe. osztályjelzést és a 4451–4452 pályaszámot kapták. Az első IVe. osztályú járművek egységára 121 000,– korona volt.
A mozdonyok a Monarchiában ekkor kötelező módon hadijelet is kaptak, mely ennél a típusnál {\displaystyle {\tfrac {\overline {\left|\mathrm {IV\ 600} \right|}}{\mathrm {A} _{6}}}} volt.

## Szerkezete
A IVe. osztályú mozdonyok tehát belső keretes, Mallet-rendszerű (1B)B tengelyelrendezésű, azaz az elülső keretrészbe ágyazott egy futó- és két kapcsolt, valamint a hátulsó keretrészbe ágyazott két kapcsolt kerékpárral készült négyhengeres kompaund, szerkocsis gőzmozdonyok voltak.

### Keret, futómű, mozdonysátor
A mozdony kerékpárjait a Mallet-rendszernek megfelelően hármasával külön keretbe ágyazták: a futó- és az első két kapcsolt kerékpár az első, a két hátsó kapcsolt kerékpárt a második keretrészbe ágyazták. A futókerékpár az első keretben oldalirányba 20–20 mm-nyit elmozdulhatott. A hajtott tengelyek 3%-os nikkelacélból, míg a kapcsolt- és futótengelyek folytacélból készültek. A hajtott- és a kapcsolt kerékpárok tengelyeit a tengelyvonalban teljesen átfúrták. A 30 mm vastag folytvas lemezekből összeszegecselt, belső elrendezésű keretekbe ágyazott kerékpárok közül az azonos keretbe bekötött kapcsolt kerékpárok rugózását himbák kötötték össze. A két keretrészt az ún. Mallet-csapszeg kötötte össze. A hátsó keretrészre volt ráépítve a teljes kazán – a kazán elejének alátámasztására a hátsó keret az első keretrész fölött előre nyúlt – valamint a vezetőfülke (akkori szóhasználat szerint: a „mozdonykonyha”). A hátsó keretrész meghosszabbítása az első keretrészre egy csúszólapon keresztül támaszkodott. Az első keretrész a Mallet-csapszeg körül oldalirányban elfordulhatott, az egyenesbe visszaterelést és a „kígyózásgátlást” lemezrugók biztosították.
A tágas mozdonysátor félig zárt kivitelű volt, homlokán egy-egy ovális forgóablakot alakítottak ki, mely fölé védőernyőt szereltek. Oldalra egy fix- és egy tolóablak, a sátortetőre szellőző, míg belső oldalára tetőlámpa került.

### Gépezet
A hátsó keret kerékpárjait a nagynyomású, az elsőéit a kisnyomású hengerek hajtották. A nagynyomású hengerekből kiömlő gőz az átömlési keresztcsövön át a receiverként is szolgáló közös átömlőcsőbe jutott, melyet hátul gömbcsuklóval láttak el. Az átömlőből jutott a kisnyomású hengerek tolattyúszekrényeibe. Mindegyik keretben a kapcsolt kerékpárok közül a hátulsó volt a hajtó. A jobb oldali forgattyúkat a bal oldaliakhoz képest 90°-kal előbbre ékelték a kerékpártengelyre. A dugattyúrúd a hátulsó gépezetnél nem, csak az elülsőnél volt átmenő rendszerű. A keresztfejek kétvezetékesek voltak. A hajtó- és csatlórudak I alakú keresztmetszettel készültek.
A gőzhengerek üresjárati munkájának (ellenállásának) csökkentésére a beömlő keresztcsőre és a kisnyomású hengerekre ún. Ricour-szelepet szereltek, későbbi példányoknál a nagynyomású hengerek tolattyúszekrényeire kerültek légszelepek. A jobb oldali kisnyomású hengerre 7 bar nyomásra beállított nyomáscsökkentő szelep is került. A keresztfejek kétvezetékesek voltak. A mozdony könnyebb megindítása érdekében mind a négy henger friss gőzzel való ellátására a mozdonyokat indítókészülékkel is ellátták, mely elvében a Borries-rendszerű indítókészülékkel azonos. A gyakorlatban rendszerint elegendő volt a nagynyomású hengerekbe frissgőzt vezetve elindulni, tekintve a lazán kapcsolt tehervonatok jellemzőire. A Im. osztályú mozdonnyal szerzett kedvező tapasztalatok alapján gőzhengerek belső beömlésű, széles, rugalmas, önfeszítő gyűrűs hengeres tolattyúkkal készültek, melyeket ellenforgattyús Heusinger–Walschaert-rendszerű vezérművek szabályoztak. A nagynyomású tolattyúk 210 mm-es átmérővel, elöl 8 mm negatív belső és 26 mm-es külső túlfedéssel, hátul 6 mm negatív belső és 26 mm-es külső túlfedéssel, míg kisnyomású tolattyúk 285 mm átmérővel, elöl 1 mm-es negatív belső és 22 mm-es külső túlfedéssel, hátul 1 mm-es pozitív belső és 22 mm-es külső túlfedéssel készültek. Az ellenforgattyú előremenetben a forgattyút közel 90°-kal megelőzte, más szóval a forgattyúhoz képest előresietőként ékelték föl. Ennek és a külső beömlésnek megfelelően előremenetben a lengőívkő a lengőív (kulissza) alsó részén helyezkedett el. Ez az elrendezés a döntően előremenetben járó mozdonyoknál a lengőív ágyazásának kímélése szempontjából előnyös. A kormányvonórúd két részből állt és az előli része a mozdony hossztengelyében helyezkedett el az ívbeállás lehetővé tételére.

### Kazán
A mozdony kazánját a megkívánt nagy teljesítmény miatt és a kompaund gépezet igénye miatt 16 bar nyomásra tervezték, mely jelentős növekedés az eddig alkalmazott 13 bar nyomáshoz képest. A viszonylag kis átmérőjű kerekek és a magasan elhelyezett hosszkazán lehetővé tette széles állókazán, így széles rostély kialakítását. Az alul 1,42 m széles, 18 mm-es lemezekből álló porosz-, más néven Becker-rendszerű állókazánt ezért a keretek fölé emelték ki. A tűzszekrénybe lángboltozatot is építettek. A rostély három részből áll, első része buktatható, az esése 1/8,2.  A hosszkazán három, 18 mm-es folytvas lemezekből álló övből állt, a második övön helyezték a gőzdómot. A gőzdómban helyezték el a vízelválasztót és a kettős síktolattyús gőzszabályzót függőleges tolattyútükörrel. A szerkezet szabályozó rudazatát a kazánon belül vezették el. A gőzdómra 2 db közvetett rugómérleges biztonsági szelepet szereltek. A kazán középvonalának magassága 200 mm-rel meghaladta az addig itthon alkalmazott 2650 mm-s legnagyobb értéket. A kazánba 272 darab 46,5/52 mm átmérőjű 5 m hosszú folytvas tűzcsövet építettek. Az 1,8 m hosszú füstszekrényben helyezték el az amerikai rendszerű szikrafogót. A gőzfúvó csappantyús kivitelű volt. A füstszekrényajtó a hazai mozdonyok közül elsőként egyszárnyú, kör alakú kivitelű volt enyhén domború fedéllel; zárása a pereménél körben elhelyezett kallantyúkkal történt. A kazánt 2 db Friedmann-rendszerű SZ. osztályú nem szívó, 11 mm-es nyílású ún. „restarting” frissgőz-lövettyű táplálta vízzel. A bal oldali lövettyű tápcsövéből ágazott ki a szénlocsoló, míg jobb oldali lövettyűtől a hamuszekrény-locsoló indult ki.

### Segédberendezések
A dómszerű homoktartályokat az első és harmadik kazánövre szerelték. A homokoló berendezés a második, a harmadik és a negyedik kerékpár elé sűrített levegővel juttatott homokot.
A mozdonyra keretenként egy-egy 13″ Westinghouse-rendszerű fékhengert szereltek és a hosszabb lejtőkön használható nem önműködő, közvetlenül a főlégtartályból táplált Henry-rendszerű szabályozófékkel is ellátták. A sűrített levegőt egy, a mozdony füstszekrényének bal oldalán elhelyezett Westinghouse-rendszerű, egyfokozatú, F jellegű légszivattyú termelte. A féktuskók a mozdony hajtott kerékpárjait egy oldalról (hátulról) fékezték, míg a futókerékpár a MÁV mozdonyainál szokásos módon fékezetlen volt. A féktuskónyomás a tapadási súly 70%-a volt. A gőzben lévő alkatrészek kenéséről keretenként egy-egy 8 nyílású Friedmann-rendszerű KD jelű dugattyús melegalkatrész-kenőszivattyú gondoskodott. A mozdonyokat bajor rendszerű nagynyomású gőzfűtési rendszerrel és központi acetilénfejlesztő-készülékkel is ellátták.

### Szerkocsi
A IVe. osztályú mozdonyokhoz új, a Magyar Királyi Állami Vasgyáraknál 24 szerkezetszámon kifejlesztett, a MÁV-nál kezdetben a mozdonnyal megegyezően IVe. osztályúként jelölt szerkocsit kapcsoltak.

## Próbák
Az 1908. május hóban a Cameral-Moravica–Pozsony vonalon teljesítménypróbák során a 4452 pályaszámú mozdony vett részt. A kísérleti menetek a 25‰-es emelkedőjű Fiume–Lič vonalszakaszon 260 tonna vonatterhelés 25 km/h sebességgel és a 16‰-es emelkedőjű Cameral-Moravica–Lič szakaszon 400 tonna terhelés 30 km/h, illetve 245 tonna terhelés 45 km/h való továbbítását jelentette. A mozdony a próbamenetek során a szerkocsi vonóhorgán mérve átlag 616 lóerő effektív teljesítményt fejtett ki. A menet során a gépezet indikált teljesítménye elérte az 1100 LE-t, illetve egy alkalommal az 1260 LE-t.
A kísérletek
alapján a IVe. osztályú mozdonyok engedélyezett vonatterheléseit a MÁV alábbiak szerint állapította meg:
| A IVe. osztályú mozdonyok engedélyezett vonatterhelései | A IVe. osztályú mozdonyok engedélyezett vonatterhelései | A IVe. osztályú mozdonyok engedélyezett vonatterhelései | A IVe. osztályú mozdonyok engedélyezett vonatterhelései | A IVe. osztályú mozdonyok engedélyezett vonatterhelései | A IVe. osztályú mozdonyok engedélyezett vonatterhelései |
| Pálya- emelkedés                                        | 15 km/h                                                 | 20 km/h                                                 | 30 km/h                                                 | 40 km/h                                                 | 60 km/h                                                 |
| ------------------------------------------------------- | ------------------------------------------------------- | ------------------------------------------------------- | ------------------------------------------------------- | ------------------------------------------------------- | ------------------------------------------------------- |
| 0‰                                                      | 4100 t                                                  | 3830 t                                                  | 3216 t                                                  | 2113 t                                                  | 1029 t                                                  |
| 5‰                                                      | 1284 t                                                  | 1255 t                                                  | 1174 t                                                  | 855 t                                                   | 502 t                                                   |
| 10‰                                                     | 724 t                                                   | 713 t                                                   | 684 t                                                   | 506 t                                                   | 308 t                                                   |
| 16‰                                                     | 452 t                                                   | 447 t                                                   | 435 t                                                   | 318 t                                                   | 193 t                                                   |
| 25‰                                                     | 267 t                                                   | 265 t                                                   | 259 t                                                   | 184 t                                                   | 103 t                                                   |

## Sorozatgyártás
A próbamenetek sikerei alapján a MÁV 1906-ban újabb öt, 1908-ban pedig még nyolc IVe. osztályú mozdonyt állított szolgálatba:
| A IVe. osztály (401 sorozat) gyártási adatai | A IVe. osztály (401 sorozat) gyártási adatai | A IVe. osztály (401 sorozat) gyártási adatai | A IVe. osztály (401 sorozat) gyártási adatai | A IVe. osztály (401 sorozat) gyártási adatai |
| Mozdony szerkezet- szám                      | Szerkocsi szerkezet- szám                    | Pályaszám 1911-ig                            | Pályaszám 1911-től                           | Gyártási év                                  |
| -------------------------------------------- | -------------------------------------------- | -------------------------------------------- | -------------------------------------------- | -------------------------------------------- |
| 621                                          | 241                                          | 4451–4452                                    | 401,001–002                                  | 1905.                                        |
| 622                                          | 242                                          | 4453–4457                                    | 401,003–007                                  | 1906.                                        |
| 623                                          | 243                                          | 4458–4465                                    | 401,008–015                                  | 1908.                                        |

A 622 szerkezetszámtól kezdődően a nagynyomású tolattyúk átmérője 200 mm-re, a kisnyomásúé 275 mm-re csökkent. Az utolsó példányok egységára 134 800,– koronára nőtt.

## További pályafutásuk
A IVe. osztályú mozdonyok forgalomba állításával a Cameral-Moravica–Fiume vonal gyorsvonatait újra előfogat nélkül továbbíthatták. A mozdonyok üzemében gond csak a 16 bar kazánnyomás miatt jelentkezett, mely a tűzszekrény tömören tartását nehezített meg. Ezért két mozdony, a 4453 és 4455 pályaszámú járművek állókazánját Brotan-rendszerűvé építették át. Az átalakítás kedvező eredményeket hozott. Tervezték a Jacobs–Shupert-rendszerű tűzszekrények kipróbálását is, ezt azonban az első világháború kitörése már nem tett lehetővé.
A IVe. osztályú mozdonyok jelölését a MÁV 1911-ben 401,001–015-re változtatta. A szerkocsik az M jellegmegjelölést, valamint a hozzájuk tartozó mozdony sorozatjelét és pályaszámát (M401,001–015) kapták.
A fiumei vonal vonatterhelései a gyorsvonatok háló- és étkezőkocsikkal való kiegészítése miatt tovább növekedett olyannyira, hogy az a 401 sorozatú mozdonyok engedélyezett terhelését rövidesen meghaladta. Ez a mozdonyok túlerőltetéséhez, gyakori tűzcsőfolyáshoz vezetett. Emiatt 1912-től a 401-eseket a gyorsvonati forgalomban átmenetileg az eredetileg tehervonati forgalomra beszerzett 651 sorozatú mozdonyok váltották fel, míg a 401 sorozatú mozdonyokat tehervonati, jórészt toló szolgálatra vezényelték. Ebben a szerepben jól beváltak, a mozdonyok túlterhelése megszűnt. A gyorsvonatok továbbítására a végleges megoldást a 601 sorozatú mozdonyok forgalomba állítása jelentette. A típus összes példányának honos fűtőháza 1917-ben Zágráb volt.
A vesztes első világháború után, a trianoni békeszerződés következtében a Cameral-Moravica–Fiume vonallal együtt az összes 401 sorozatú mozdony az SHS-hez került, mely változatlan jelöléssel üzemeltette őket tovább. Az SHS utódjánál, a JDŽ-nél a mozdonyok 1933-tól a 27-001–015 pályaszámokat kapták. Három mozdonyt rövidesen leselejteztek, a többi példányt 1941-ben a Római Egyezmény Horvátországnak ítélte. A HDŽ az addigi pályaszámokon üzemeltette tovább a mozdonyokat. A második világháború után az újjáalakult JDŽ, illetve JŽ állagába kerültek. Az utolsó példányt 1969-ben selejtezték.